# Film by Kirk
Film by Kirk er en kortfilm tilknyttet sæson 2 af Gilmore Girls. Filmen bliver vist i Stars Hollow til den årlige begivenhed kaldet "Movie on the square" ("film på pladsen") før aftenens hovedfilm vises. Filmen er lavet af Kirk Gleason og koreografien i filmen er lavet af miss Patty. De medvirkende er Kirk og en pige, der spiller hans kæreste, samt hendes forældre.

## Handling
Kirk og kæresten skal hjem til hendes forældre og spise aftensmad. Da de bliver lukket ind fortæller faren, at hun er hans yndlingsdatter. Kirk erklærer lidt senere sin kærlighed til pigen for forældrene, hvorefter han bliver spurgt, hvad han har at tilbyde. Til dette er svaret "intet, bortset fra dette", og han går i gang med en dans. Denne slutter med at han smider blusen, hvorefter faren siger, at de spiser. De tre går ud, mens Kirk kigger opad.

## Specifikationer
Filmen varer ca. 20 minutter i det fiktive univers (fra klokken 19 til tyve minutter over syv ifølge forældrenes vægur), men kun 1'50'' minutters spilletid. Den er sort-hvid. 

Filmen er klippet således, det tydeligt er en amatørfilm. Dette kan ses ved en af farens replikker, hvor billedet flytter sig midt i den, som følge af at replikken er bidt over i to halvdele. Karaktererne benytter sig af korte replikker. Der er i alt 15 replikker, og hver gang en ny person taler, klippes der til en anden vinkel. I begyndelsen af filmen, hvor Kirk og kæresten står uden for forældrenes hus gøres dette også således, det virker som om alle den enes replikker er indspillet først, hvorefter den andens er indspillet fra en ny vinkel.

## Tilblivelse
Det har taget Kirk fem år at lave filmen, som han er meget stolt over. Da rygtet går, at Lorelai Gilmore har fået lov at stå for dette års filmudvælgelse, tager Kirk chancen for at få filmen vist. Lorelai vælger at vise filmen.

## Kritik
De af byens borgere, som følges i serien og er mødt op til begivenheden, er både lidt chokeret, men også underholdt af filmen. Christopher Hayden, som tilfældigt er i byen, men ikke er vant til dens særheder, synes det er en lidt bizar film.